# ОШ „Доситеј Обрадовић” Корај
ЈУ Основна школа „Доситеј Обрадовић“ Корај се налази у Корају, у Републици Српској.

## Историјат школе
Из акта Заједничког министарства финансија у Бечу 1625 БиХ (1884), утврђено је да је Основна школа у Корају отворена 1882. године и да је у школској 1882/83. години радила капацитетом од 60 ученика. Од наведеног броја било је: 14 ученика исламске и 46 ученика православне вјероисповијести. Наставу је изводио учитељ Ариф еф. Мухић. Школу су похађала дјеца из Кораја, Тетиме, Пушковца и Бобетиног Брда. Према изјавама познавалаца, прва школска зграда била је лијепа и укусно саграђена. У приземљу су биле неколике просторије. Три просторије је имала општина: двије за административно и управно особље, а једну за затвор. У једној просторији у приземљу налазио се и мектеб. На спрату је био стан за учитеља и једна већа учионица у којој су наставу похађали ученици сва четири разреда.
За вријеме аустроугарске монархије у Корају су радили: Ариф еф. Мухић, Зијамбег Ајановић, Мато Замбаревић и Хашим Топчић, ефендија који је био и биљежник у општини.
За вријеме Краљевине Југославије, стање се није много промијенило. Зграда је остала иста, број ученика се није много повећавао. И даље је радио само један учитељ.
Од 1935. до 1938. године, радила су два учитеља, а од 1939. до 1941. године радила су три учитеља.
У прериоду од 1941. до 1945. године настава се није изводила јер је школа запаљена.
Године 1945. отвара се школа у једној приватној згради да би 1946. године била изграђена школска зграда са четири учионице и пратећим просторијама.
Од учитеља најдуже се у Корају задржала Муневера Зупчевић.
Школа је убрзо прерасла у седмогодишњу, а 1951. године у осмогодишњу школу.
Касније, у периоду 1961—1963, изграђена је велика школска зграда. То је била централна школа са подручним одјељењима у Пушковцу, Милином Селу и Бобетином Брду.
Ови подаци су узети из љетописа основне школе Корај.
Школа је носила назив „Братство и јединство“ све до 1992. године.
По избијању ратних сукоба, школа је 1992. године оштећена и није радила до 1. фебруара 1994. године. Настава се изводила у мјесној амбуланти. Ученици из Пушковца и Милиног Села су у овом периоду похађали наставу у Доњем Забрђу и Лопарама.
Рјешењем Министарства образовања науке и културе број УПИ-02-23/93 школа у Корају добија назив ОШ „Доситеј Обрадовић“ Корај а у њен састав улазе подручна одјељења: Пушковац, Милино Село, Бобетино Брдо, Мртвица, Кореташи, Миросавци и Пукиш.
Настава се изводила у мјесној амбуланти све до 1998. године када је школска зграда уз помоћ општине дјелимично стављена у функцију. Објекат је реновиран 1999. године средствима Министарства просвјете и културе Републике Српске уз помоћ Свјетске банке за обнову и развој. Набављен је и најнеопходнији намјештај.Фискултурна сала и школска стамбена зграда су стављене у функцију 2001. године.

## Школа данас
Одлуком о усклађивању акта о оснивању број 04/1-012-2-993/12 од 19. 04. 2012. године Владе Републике Српске школа је добила назив: Јавна установа Основна школа "Доситеј Обрадовић" Корај, Лопаре.
Школа је уписана је у Мрежу основних школа као и у судски регистар код Окружног привредног суда у Бијељини.
У школи се уче два страна језика: енглески и француски (други језик).
Директор школе је Јово Николић.
У школској 2018/2019. години настава је организована у 17 одјељења, од чега је 7 "чистих" и 10 комбинованих одјељења.
У школи ради 48 радника, од чега 31 наставник. Наставу похађа 143 ученика.
Тренд смањивања броја ученика из године у годину постаје евидентан због демографских специфичности и одласка дјеце послије петог разреда у Брчко, Ражљево, Забрђе, Угљевик и Лопаре, односно, због економских, социјалних и других разлога, па школа сваке године тражи сагласност Министарства просвјете и културе за формирање одјељења са недовољним бројем ученика.
Нередовне саобраћајне комуникације, како до централне школе, тако и до подручних одјељења, недовољна енергетска ефикасност школских објеката, примијетан недостатак квалитетних наставних средстава, намјештаја, опреме, дидактичког материјала... су акутни проблеми ове установе.
Ови подаци су записани у Годишњем програму рада ЈУ Основна школа „Доситеј Обрадовић“ Корај за школску 2018/19 годину.